# 德意志關稅同盟
德意志關稅同盟是一個由38個德意志邦联各邦所組成的聯盟，旨在處理關稅和經濟政策。該同盟始於1833年3月22日簽署的關稅同盟條約，並於隔年，也就是1834年1月1日開始生效。
關稅同盟並非德意志邦聯的一部分，而是一個獨立出來的聯盟。然而隨著時間的推移，除了奧地利之外，德意志邦聯內幾乎所有的成員國都加入了該同盟，因此它搶先在1871年的政治统一之前先提供了德意志各邦國在一定程度上的經濟統一，並為之後的德意志帝國打下經濟的基礎。
該關稅同盟是歷史上首次，獨立的國家與國家間在沒有任何政治聯合與統一的情況下組合而成的經濟聯盟。
該關稅同盟的目標是建立一個經濟共同市場，並統一財政和經濟框架條件。在政治上，德意志關稅同盟鞏固了普魯士的霸權地位，並促進了所謂的「小德意志方案」的形成。
推動這個同盟的主要國家為普魯士王國。奧地利帝國被排除在外的原因，是因為其工業受到高度保護，以及克萊門斯·馮·梅特涅的反對。
由普魯士主導的德意志關稅同盟取代了原先的普魯士-黑森關稅同盟、中德意志貿易聯盟和南德意志關稅同盟。
而除了普魯士之外，德意志關稅同盟最初還包括黑森大公國、黑森選侯國、巴伐利亞王國、符騰堡王國、萨克森王国和圖林根各邦。
到1836年，巴登、拿騷和法蘭克福也加入了關稅同盟。1842年，盧森堡、不倫瑞克和利珀也加入了關稅區，1854年漢諾威和奧爾登堡也加入了。因此，在北德意志邦聯作為聯邦國家成立之前，關稅同盟的面積約為425,000平方公里。
在1867年北德意志邦聯成立後，關稅同盟被賦予了新的基礎，這是透過一項於1868年生效的新條約實現的。北德意志邦聯的機構基本上變成了關稅同盟的機構。關稅邦聯議會由一般的聯邦議會以及來自那些尚未加入北德意志邦聯的關稅同盟國家的代表組成。關稅議會由北德意志帝國議會的成員以及從其他邦國增選的代表組成（僅在1868年舉行了一次選舉），其中關稅同盟所涵蓋的領土範圍約為425,000平方公里，其中也包含如瑞典-挪威在內的非德意志國家在內。
1870年，關稅同盟的區域是世界第三大工業強國，僅次於英國和美國。
1870/71年在南德四邦加入北德意志邦聯後，北德意志邦聯改為德意志帝國，便由帝國政府直接接管相關的關稅政策，然而有些地方（比如漢堡）一直到1888年前都不是關稅同盟的一份子。相反地，雖然盧森堡不是德意志帝國的一部分，但透過關稅同盟條約，它一直到1918年底都屬於德國關稅區。

## 形成

### 背景

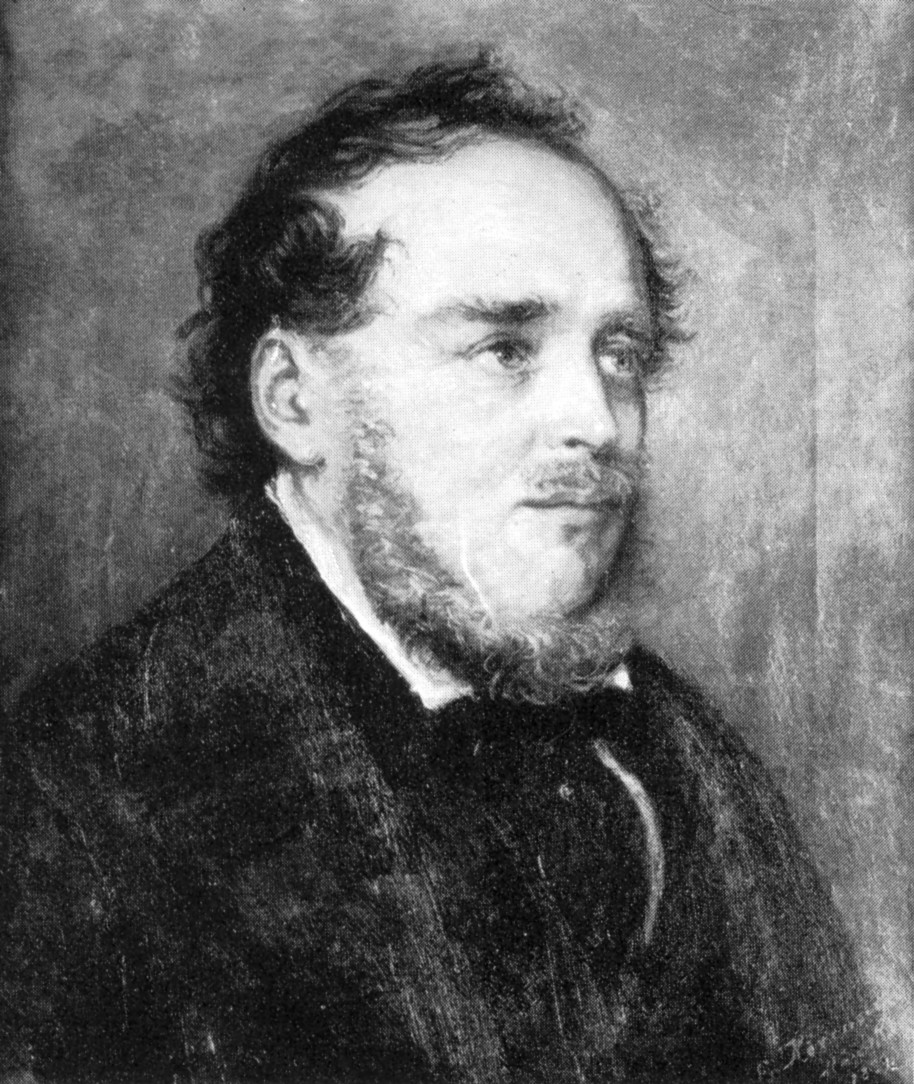
弗里德里希·李斯特

約1790年，德國境內有1800個海關邊界。19世紀初，僅僅普魯士王國國內就有67以上之地方關稅，以及同樣數目的海關邊界。舉例來說：一個從柯尼斯堡運到科隆的貨物，在運送過程中總共被檢查約80次。
在拿破崙時代和之後的進程中，德國各州──尤其是萊茵邦聯的成員──都在1800年後，在國內建立了一個統一的內部免稅市場。1799-1808年間，巴伐利亞給海關的立法，使得統一的經濟區得以被建立，因此有時，他被認為是歐洲最自由的經濟環境。1810年，符騰堡王國緊跟其後，一年後巴登大公國建立起他的單一市場。除了由於拿破崙改革而顯著擴大的國家領土之社會和經濟一體化之外，這些措施的重點並不是以未來為導向的經濟政策，而是為了增加國家的收入。由於他們沒有所謂的所得稅，工商稅跟關稅成了各國的主要收入來源。因此如果情況允許，他們很樂意進一步加重這些稅收。當時已經有一些諸如約瑟夫·戈爾雷斯、施泰因男爵等等那些，呼籲取消對內關稅與共同的對外關稅的聲浪。
相反地，德意志邦聯未能成功統一德國的經濟形勢。涉及貿易的第十九條僅規定貿易和運輸問題應稍後討論。儘管1819-1820年，邦聯議會曾就巴登的倡議，處裡了一項可能的關稅草案，但最終無果而終。

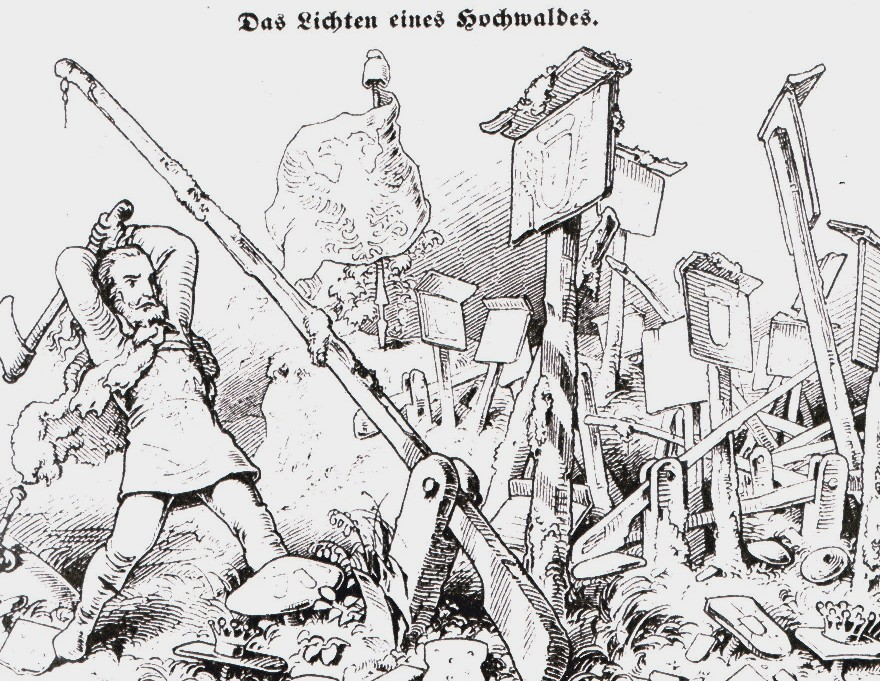
描绘由于小国林立而导致繁荣海关的漫画

因此，關稅政策的零碎化，阻礙了工業的發展，讓德國內部貿易變得更加昂貴。這一領域變化的重要動力來自外部。隨著大陸封鎖解除，德國商人與英國展開直接競爭。出於對發達的英國出口產業的恐懼，德國貿易和工業總協會要求海關提供保護，儘管其說詞似乎有些誇大其詞。他們的發言人、國家經濟學家弗里德里希·李斯特擔心德國經濟恐將成為「英國的水運船和伐木工」。與1819年卡爾·弗里德里希·內貝紐斯的備忘錄相比，李斯特就巴登的倡議中的備忘錄，代表總貿易協會在其請願書中，要求消除德國國內保護關稅概念之外的海關壁壘之想法：
德國國內的38條海關收費線，使得內部交通呈現混亂，其效果與人體的每個部位都被阻塞以使血液不會流入另一個部位時產生的效果沒什麼兩樣。一個人為了從漢堡到奧地利，為了從柏林到瑞士，就得穿越十來個國家，研究十來個海關相關規定，並繳納十來次過境稅。但凡誰很不幸地生在有三四個國家交界的地方，一生都在煩人的稅吏和過路費徵收者之間度過，他的心裡不可能會有祖國。
李斯特不僅追求經濟目標，他還有個政治目標：即德國現在應該要有一個具有高外部關稅壁壘和內部自由貿易的經濟統一國家，來取代現有的德意志邦聯。這個倡議雖然不是很成功，但它促進了自由主義立場，並間接影響了國家措施（特別是在德國南部），使後來得以就關稅同盟進行談判。

### 海關的現代化

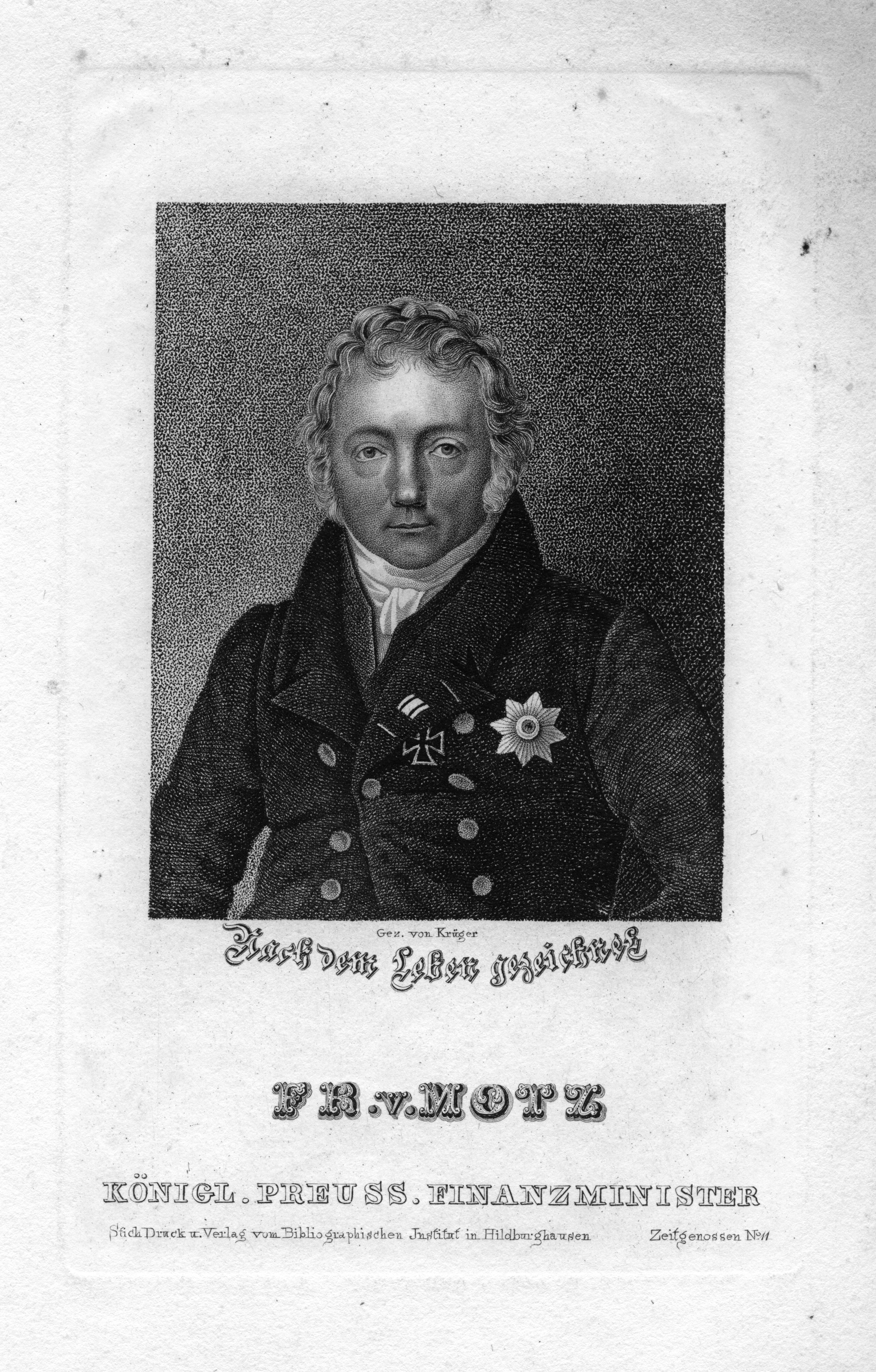
弗里德里希·馮·莫茨

然而，普魯士的海關政策似乎更為有效。在普魯士，其改革跟萊茵邦聯的改革有一定聯繫處，比如在已割讓給普魯士的西發里亞地區取消內部關稅，該國的海關政策成為了普魯士海關政策的典範。1813年在普魯士擔任財政部長的漢斯·馮·比洛也確保了這一點，他曾在1811年以前擔任西發里亞的財政部長。此外，德國的南部亦然，他們需要把新獲得的領土納入國家版圖。因此，德國西南各國跟普魯士隨後都成為德意志邦聯海關系統現代化的領頭羊。
與德國南部的擴張稍稍不同的是，鑒於其國家領土的分散，普魯士王國取消海關邊界的措施符合自身利益。維也納會議之後，工業發達的萊茵省與西發利亞省，跟農業發達的易北河以東之東易賓間存在巨大反差，這些在產業上不相等的地區必須在政治上與行政方面上結合起來。其中，海關政策的修改是方案之一。普魯士本身的所有貿易壁壘都隨著1818年的海關法而下降，對外則只徵收適度的保護性關稅。自1818年以來，關稅就剩下進出口跟過境稅，但與以前不同的是，他沒有依照原產國與目的地國而更動。基本食品與原物料甚至免關稅，但紡織品是例外：他會被徵收相當高的稅。最重要的是高檔食品、興奮劑跟奢侈品的收入。
普魯士海關制度多少都成為德意志地區海關制度長達半個世紀的典範。儘管細節已有所變化且軟化，但基本原則直到德意志帝國時期仍維持不變。截止至1871年，有四分之三的收入來自於酒類（如啤酒、葡萄酒、烈酒等）、食品、飲料（咖啡和一些殖民地商品）和菸草產品的關稅。總之，1818年普魯士的關稅高於其他較小的德意志邦聯國家，但明顯低於奧地利、法國與俄羅斯。
對於一些部份或完全地被普魯士王國國境包圍的小國，特別是在過境稅方面，他們有了必須加入普魯士體系的壓力。施瓦茨堡-松德斯豪森公國是第一個加入普魯士關稅區的公國，其他小國緊跟其後，其他沒加入的國家則抗議該區域阻礙其經濟發展。他們批評普魯士的政策是針對德意志邦聯較小成員國的黨派行動。在中部各國，特別是在分界線以外和德國北部的地區，該政策導致了德國南部諸國建立了防禦性區域關稅聯盟，來對抗普魯士的政策。

### 關稅同盟的建立

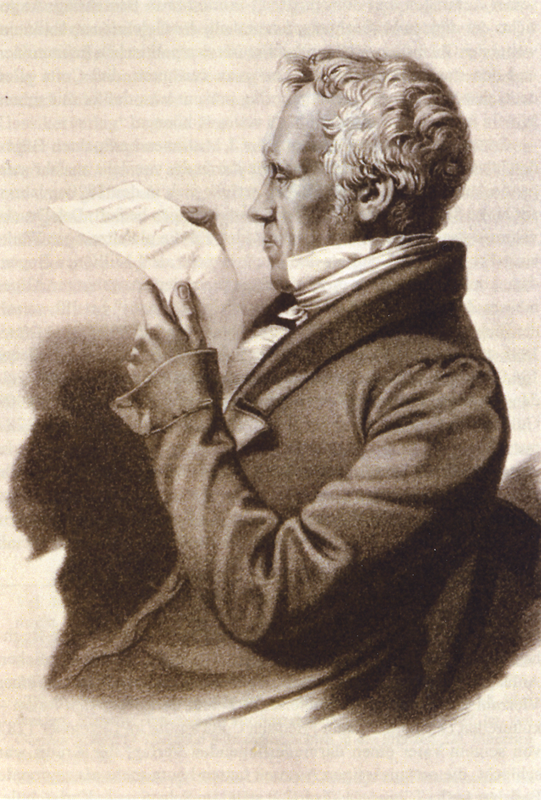
約翰·弗里德里希·科塔──促使德意志關稅同盟成立的重要功臣之一

早在1820年，符騰堡就在籌劃一個獨立於普魯士與奧地利之外的「第三德意志」之關稅同盟，然而，由於所涉國家的利益個有索取，該項目最後沒有成功：經濟相對比較發達的巴登有著漫長的外部邊界和良好的基礎設施，不過他提倡自由貿易，而巴伐利亞則要求徵收保護性關稅，最終，談判的唯一結果是巴登和黑森-達姆施塔特之間的短暫貿易協定。然而，1825年在斯圖加特的第二輪談判中，符騰堡和巴伐利亞達成了一項協議，因而成立了南德關稅同盟；另外，作為對普魯士行動的反基礎，由奧地利、法國、英國和荷蘭發起的德國中部貿易協會在1828年成立於漢諾威、薩克森、黑森-卡塞爾等國，各國承諾不加入普魯士的聯盟，但他們並沒有組建自己的關稅同盟，而該協會最終沒有成功，因為它多只是維持現狀而已。
普魯士政府受財政部長弗里德里希·馮·莫茨與其繼任者卡爾·格奧爾格·馬森的影響，試圖透過壓力或經濟上有利可圖的提議，建立以前從未有過的國家，並說服相互競爭的關稅同盟成員加入普魯士的體系。第一個加入普魯士關稅區的主要國家，是在1828年加入的黑森大公國。當1829年，黑森-卡塞爾伯離開中德意志協會時，該協會便開始解體；出於經濟因素，德國南部和西部對跟從普魯士體系的阻力也有所緩解：在財務方面，南德關稅同盟並無法滿足創始國們的期望，因為超過40%的收入都被行政成本給吞噬。在普魯士-黑森關稅區，人均收入為24格羅申，而在巴伐利亞王國和符騰堡王國，人均收入僅為9.5格羅申。

### 關稅法的頒布
1818年5月28日颁布的关税法是让普鲁士领地走向统一和建立秩序的第一步。这个最初的创新要归功于普鲁士高级财政顾问卡尔·格奥尔格·马森。马森是亚当·斯密的忠实信徒，但他制定政策时首先要满足普鲁士的直接要求。这些要求包括：增加新的收入来源、消除过时的财政壁垒、发展贸易和建立保护措施，以抵抗外国竞争者的先进产品。根据1818年的《关税改革法案》，所有原材料进口免除关税，进口工业产品征收10%的平均关税（属于从量税而不是从价税），进口“殖民地产品”征收20%的关税，最重要的是，所有普鲁士国内各地的关税都被废除了。因此普鲁士首次成了一个经济和商业单位，其对外关税是欧洲大陆最自由的，在某些方面甚至比英国更自由。
虽然关税改革在这个时候只影响到普鲁士，但在接下来的一年（1819），它的影响力越来越大，让德意志朝着关税同盟迈进了一小步。时任普鲁士财政部长莫茨邀请施瓦茨堡-桑德斯豪森（散布在普鲁士领土周围的“飞地”之一）签订了关税条约。施瓦茨堡-桑德斯豪森将其关税管理权移交给普鲁士，以换取完全自由的商业往来和一定比例的对外关税收入。这种关税条约并非孤例，1822年，魏玛、哥达、梅克伦堡-施维林、绍姆堡-利珀、鲁多尔施塔特和班贝格纷纷效仿施瓦茨堡-桑德斯豪森，与普鲁士签订关税条约。
“德意志其他地区很快就理解了这种条约的重要性。1819年，巴登著名的经济学家内本尼乌斯出版了一本小册子，提倡德意志开展更广泛的关税改革实验。同年，德意志南部的制造商代表敦促德意志邦联议会采取行动。然而邦联议会更希望看到普鲁士开历史倒车，而不是帮助整个德意志取得进步。1820年至1828年间，德意志南方各国之间频繁进行谈判，但直到1828年才有结果。巴伐利亚和符腾堡组成了一个同盟，随后一两个较小的邻国加入了这个同盟。普鲁士的关税体系与德意志南方各国的关税体系有一个明显的区别：普鲁士强调各地加入统一的税收安排，德意志南方同盟强调内部成员享受平等的待遇。东普鲁士很快学到了这种做法，并于1828年2月与黑森-达姆施塔特缔结关税条约，其中的条款与南方各国之间的条约相似：各成员国拥有财政权力，它们在决策方面有平等的发言权，并且根据人口分配关税收入。

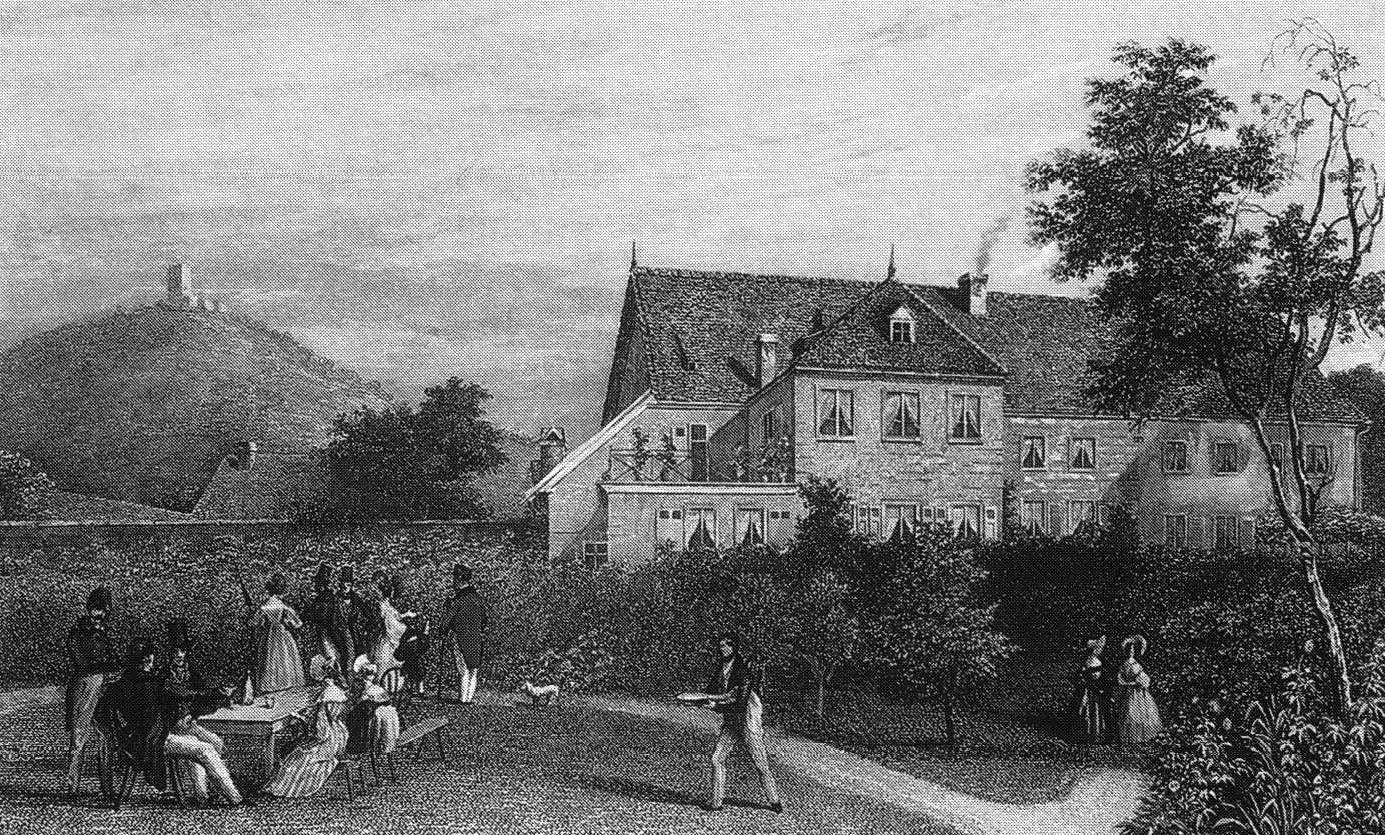
1840年在赫彭海姆会议期间，自由主义者讨论了将关税同盟作为德国统一的基础

这时候整个德意志邦联（除了一个重要国家）都意识到普鲁士发起的政策具有很大的好处。现在的问题是整个联邦到底要建立一个关税同盟，还是两个或者几个？1828年9月，萨克森、黑森-卡塞尔、汉诺威、不伦瑞克、汉堡、不来梅、法兰克福和几个图林根公国之间形成了第三个关税同盟，各成员承诺在六年内不参与任何其他关税同盟。普鲁士和德意志还算幸运，因为萨克森主导的关税同盟由于缺乏组织而失败了。1829年普鲁士与巴伐利亚-符腾堡关税组织签订条约，这两个关税同盟虽然没有合并，但将变得越来越一致，条约还规定双方对彼此减免关税和举行年度会议。与此同时，萨克森关税同盟逐渐解体：图林根各国在1830年离开了这个同盟，黑森-卡塞尔和萨克森也分别在1831年和1833年加入了普鲁士的关税同盟。
在1833年，德意志北方和南方的关税同盟根据1829年签订的条约成立了一个完整的关税同盟，于是在德意志大部分地区，一个真正的德意志关税同盟出现了。

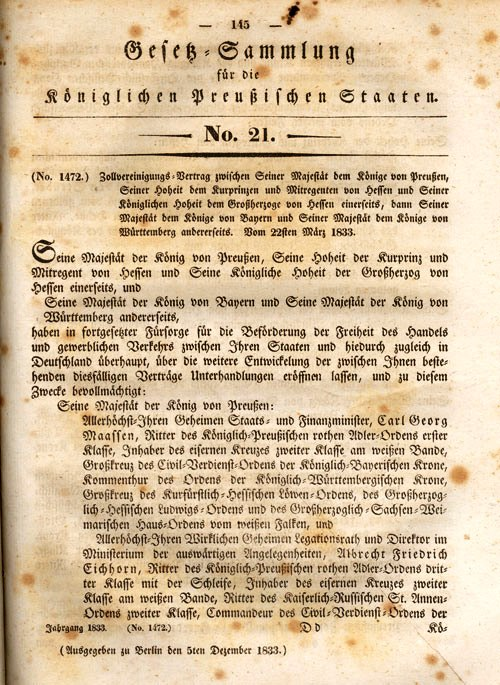
普鲁士法律公报，印有 1833 年 3 月 22 日黑森-普鲁士和南德海关协会之间的海关统一协议

这个同盟包含了17个国家，总人口达到2600万，其构成十分复杂。它将成立一个代表所有成员国的年度大会或关税议会，以确定整个关税同盟的政策；没有成员的一致同意不得做出任何改变；成员国之间享受完全自由的贸易；同盟境内将实行统一的关税，净收益将按人口比例分配；生产制造中所需的所有原材料和半成品进口免征关税；对于“殖民地产品”征收的关税仅用于获取财政收入的目的，甚至对工业制成品也只征收适度的关税。
巴登在1835年加入关税同盟，法兰克福自由市在1836年进入，一些较小的邦在1836年至1841年间加入关税同盟。这个同盟现在已经不满足于内部自由贸易，试图与外国列强展开缔结商业条约的谈判。早在1831年，荷兰就同意对经由莱茵河运输的关税同盟国货物暂停征收高额通行费。德意志关税同盟在1841年与英国签订了互惠条约，在1844年与比利时签订了类似的条约。”

## 意義

### 排除奧地利

关税同盟在19世纪的发展。截止1834年，除去英属汉诺威以及之后从丹麦和法国夺得的领地外，德意志关税同盟的范围与日后德意志帝国的疆域已相差无几。此版图符合了普鲁士保守主义者心中的「小德意志」疆土，有效地将哈布斯堡王室排除在德意志事务之外

如今关税同盟发展惊人，但在早期，奥地利却不以为然。梅特涅对贸易不甚上心，只是谴责了普鲁士及其做法。但自从采取了贸易保护主义之后，奥地利的情况更加严峻。1848年以后，施瓦岑贝格坐上了梅特涅的位子，奥地利决心要加入关税同盟，但却一次次地被普鲁士拒之门外。但1841年那些协议规定的十二年期限也快到了。欲加入同盟而不得的奥地利现在要费尽心思破坏这一同盟。为了不让奥地利得逞，普鲁士拉近了自己附近那些坚持自由的贸易国家的关系。于是汉诺威和奥尔登堡以极佳的条件于1852年加入关税同盟。而在1853年初，普鲁士又与奥地利又签订了协议。这一协议将奥地利加入同盟的一切事宜延后到1860年，但同时德意志关税同盟和奥地利（以及奥地利的意大利诸省）之间推行互惠关税减免政策。1853年，各国又续签关税同盟协议。
德意志关税同盟在普鲁士和德意志历史上的重要性已经到了无可复加的地步。单纯就经济而言，关税同盟的影响已经不需要我们过多叙述。德意志首次成为一个财政贸易整体，迅速建立起了交通运输体系，修建了道路和铁路。对外贸易也有了极大地扩张。1834年到1842年间，德意志进出口额翻了一番，关税收入从1200万塔勒上升至2100万塔勒，资本积累进程从此开始。1853年到1857年间，德意志至少筹得了2000万英镑来建筑铁路，还开设了一批新银行，资本规模达3000万英镑。如果说把这一切成就都归功于关税同盟，那当然是不合适的，但我们也不可否认，关税同盟的重要性正在进一步突显。
“关税同盟使得德意志民族情感脱离了单纯的希望和幻想，转化为积极的物质利益……德意志人民普遍认为，关税同盟是诸邦德意志化的第一步。这一同盟极大地破除了疏远和敌意造成的障碍。通过实现贸易和商业的共同利益，关税同盟为德意志民族的政治统一铺平了道路。”1840年，鲍灵博士在他给帕麦斯顿公爵的《报告》中如此写道。回顾这一进程，我们可以看到，鲍灵博士的预言居然都在关税同盟里面一一得到了实现。而且，这一同盟通过相互的经济利益联合了德意志各国，让各国归于普鲁士的领导之下，还让它们慢慢习惯了把奥地利排除在德意志体系之外。”

### 加速統一

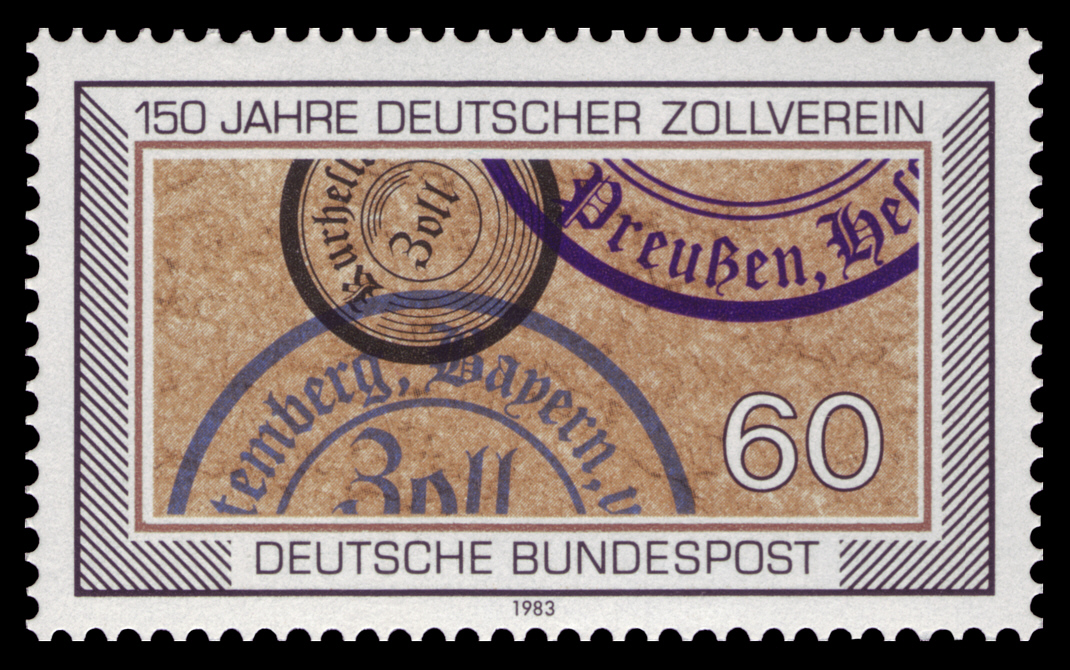
德意志关税同盟150周年：1983 年德国联邦邮政局发行的特别邮票

根據經濟歷史學家Helmut Böhme和漢斯-烏爾里希·韋勒，關稅同盟為普魯士領導下的德意志統一奠定了基礎。這一傳統觀點受到歷史學家如漢斯-約阿希姆·沃斯的質疑，他們認為關稅同盟不僅沒有讓普魯士增加其對小國的政治影響力，反而可能產生了相反的效果：許多政府利用了關稅帶來的增加收入工會試圖鞏固他們的獨立性。較小的國家出於純粹的財政原因加入關稅同盟，正如1866年的事件所表明的那樣，關稅同盟的成員身份絲毫沒有導致對柏林的任何形式的政治承諾，因為許多國家仍然對普魯士持懷疑態度，並且普遍親奧地利。
關稅同盟對德國統一的影響可能更為偶然，因為它從未打算成為一個政治平台，而是專注於經濟。由於多年來一直是柏林“德國政策”的主要特徵，普魯士的部長和其他政府官員習慣於從整個德國的角度來思考，在尋求全德共識時，會超越具體的普魯士利益。 
根據修正主義歷史學家的說法，關稅同盟甚至可能沒有幫助普魯士在德國取得經濟優勢。他們爭辯說，似乎沒有任何跡象表明普魯士時期的工業投資顯著增加，或者關稅同盟在削弱農業在王國經濟中的主導地位方面發揮了重要作用。 

## 事件時間軸
| 年份    | 事件 |
| ------- | --- |
| 1815    | 德意志邦聯成立，邦聯未來亟欲解決各國之間的貨幣及海關關稅等問題 |
| 1818    | 5月26日：普魯士王國與德意志西南部地區的邦國們及霍亨索倫領地建立內部關稅同盟。 |
| 1819    | 巴登大公國提議各邦共同建立一個由德意志聯邦組織的關稅同盟。但該提案在法蘭克福議會未能通過。 10月25日：施瓦茨堡-松德斯豪森加入普魯士關稅同盟。 |
| 1821    | 安哈尔特公国加入普魯士關稅同盟。 |
| 1826    | 梅克倫堡-什未林大公國加入普魯士關稅同盟。 |
| 1828    | 1月18日：根據條約，巴伐利亞王國和符騰堡王國組成南德意志關稅同盟 (SGCU)。 2月14日：根據條約，普魯士王國和黑森大公国（黑森-達姆施塔特）組成普魯士-黑森關稅同盟（PHCU）。該同盟包含了先前已加入普魯士關稅同盟的國家。 9月24日: 根據《卡塞爾條約》，德意志中部和北部各州（萨克森王国、汉诺威王国、黑森-卡塞爾、萨克森-魏玛-爱森纳赫、萨克森-阿尔滕堡、薩克森-科堡、拿騷公國、施瓦茨堡-魯多爾施塔特、法蘭克福自由市、萨克森-迈宁根、不伦瑞克公国、施瓦茨堡-松德斯豪森、羅伊斯-格賴茨親王國、羅伊斯-格拉親王國、不来梅、奥尔登堡大公国和黑森-洪堡）成立了中德意志商業同盟（CGCU） |
| 1829    | 5月27日：南德意志關稅同盟與普魯士-黑森關稅同盟之間展開了商業同盟。 |
| 1831    | 黑森选侯国和萨克森王国加入普魯士-黑森關稅同盟；柯尼斯堡（萨克森-科堡-哥达的飛地）和奥特斯海姆（萨克森-魏玛-爱森纳赫的飛地）加入南德意志關稅同盟 。 |
| 1833    | 中德意志商業同盟中的一些州組成了圖林根關稅及商業貿易同盟（CCUTS）。 |
| 1833    | 3月至5月：德意志關稅同盟條約開始談判並締結；該條約旨在將德意志地區內部的三大關稅同盟：南德意志關稅同盟、普魯士-黑森關稅同盟和中德意志商業同盟合併為統一的關稅同盟。 |
| 1834    | 1月1日：關稅同盟條約生效；德意志關稅同盟正式成立。 德意志地區進行了第一次跨邦國的人口普查，為了確認各邦國的收入情況。 |
| 1835    | 黑森-洪堡（2月20日）、巴登大公國（5月12日）和拿騷公國（12月10日）加入德意志關稅同盟。 |
| 1836    | 1月2日：法蘭克福自由市加入德意志關稅同盟。 |
| 1838    | 7月30日：簽訂《德勒斯登鑄幣公約》，以制定標準化的貨幣供關稅同盟內使用。 |
| 1840–47 | 致病疫霉導致馬鈴薯枯萎，影響了德意志西南部各州、薩克森和普魯士部分地區 |
| 1841    | 不伦瑞克公国加入德意志關稅同盟。 |
| 1842    | 卢森堡加入了德意志關稅同盟。 |
| 1848–49 | 1848年革命爆發。期間人民提出了希望能建立統一德意志地區政治和經濟聯盟的願望。並提出了小德意志（Kleindeutschland）的政治統一的解決方案。 |
| 1851    | 9月7日：汉诺威王国加入德意志關稅同盟。 |
| 1852    | 3月1日：奥尔登堡大公国加入德意志關稅同盟。 |
| 1857    | 1月24日：德意志關稅同盟簽署國、奧地利帝國和列支敦斯登簽署《維也納貨幣條約》，以實現貨幣標準化。 |
| 1864    | 普魯士王國和奧地利帝國因荷尔斯泰因公国和石勒苏益格公国的自治權而與丹麦發生普丹战争。 |
| 1865    | 瑞典-挪威联盟與德意志關稅同盟簽署了自由貿易協定，將德意志成員國與斯堪的纳维亚市場連結起來。 |
| 1866    | 普奥战争爆發，奧地利被迫解散德意志邦聯，並被排除在由普魯士王國所領導的邦聯繼承者－北德意志邦聯之外。同時，普魯士國家的發源地：東普魯士以及由普魯士控制的西普鲁士、波森省，以及劳恩堡和比托地区的波兰语及卡舒比语區正式併入聯邦。 |
| 1867    | 德意志關稅同盟重建，領土範圍擴大，包含了東普魯士、劳恩堡和比托地区、西普鲁士和波森省。 |
| 1868    | 石勒苏益格-荷尔斯泰因省、薩克森-勞恩堡和梅克伦堡-施特雷利茨大公国加入德意志關稅同盟。 |
| 1871    | 普法戰爭後，阿爾薩斯-洛林加入了德意志關稅同盟。 普魯士王國在普法戰爭後统一了德意志並創立了德意志帝國。 |
| 1888    | 政治統一17年後，汉堡和不來梅州加入德意志關稅同盟。 |
| 1919    | 德意志帝國被魏瑪共和國取代。卢森堡離開了德意志關稅同盟。 |

最初的關稅同盟並沒有隨著1866年普奧戰爭的爆發而結束，而是在1867年進行了實質性的重組。新的關稅同盟更加強大，因為沒有哪個國家擁有否決權。當漢堡最終於1888年加入關稅同盟時，它通過談判獲得了其港口中心4平方英里區域的豁免，該區域仍在關稅同盟之外。不來梅（包括不來梅港）也有類似的協議。

## 國家列表
| 1854年德意志關稅同盟成員國                                               | 1854年德意志關稅同盟成員國 | 1854年德意志關稅同盟成員國 |
| 國家                                                                     | 加入時間                   | 相關國家 |
| ------------------------------------------------------------------------ | -------------------------- | --- |
| 普魯士                                                                   | 1834                       | 安哈尔特-贝恩堡, 安哈尔特-德绍, 安哈尔特-克滕, 瓦爾代克和皮爾蒙特親王國, 利珀親王國                                                                                  |
| 黑森-達姆施塔特                                                          | 1834                       | – |
| 黑森选侯国                                                               | 1834                       | – |
| 巴伐利亞王國                                                             | 1834                       | – |
| 符騰堡王國                                                               | 1834                       | 霍亨索倫-黑興根親王國, 霍亨索伦-锡格马林根侯国 |
| 薩克森王國                                                               | 1834                       | – |
| 圖林根海關及貿易協會 (Zoll- und Handelsverein der Thüringischen Staaten) | 1834                       | 薩克森-威瑪, 萨克森-迈宁根, 萨克森-科堡-哥达, 萨克森-阿尔滕堡, 施瓦茨堡-魯多爾施塔特, 施瓦茨堡-松德斯豪森, 羅伊斯-格賴茨親王國, 羅伊斯-施萊茨, 罗伊斯-埃伯斯多夫侯国 |
| 巴登大公國                                                               | 1835                       | – |
| 拿騷公國                                                                 | 1835                       | – |
| 法蘭克福自由市                                                           | 1836                       | – |
| 不伦瑞克公国                                                             | 1841                       | – |
| 卢森堡                                                                   | 1842                       | – |
| 汉诺威王国                                                               | 1854                       | 紹姆堡-利珀親王國 |
| 奥尔登堡大公国                                                           | 1854                       | – |

## 來源
1. ↑  Arnold H. Price, The Evolution of the Zollverein: A Study of the Ideals and Institutions Leading to German Economic Unification between 1815 and 1833 (Ann Arbor: University of Michigan Press, 1949) pp. 9–10.
2. ↑  Ploeckl, Florian. . Journal of Institutional Economics. 2020, 17 (2): 305–319  [2022-02-07]. ISSN 1744-1374. S2CID 211238300. doi:10.1017/S1744137420000387. （原始内容存档于2022-04-17） （英语）.
3. ↑  . Britannica.com.   [2022-02-07]. （原始内容存档于2022-05-13）.
4. ↑  Dieter Schuster: Chronologie der deutschen Gewerkschaftsbewegung von den Anfängen bis 1918, http://library.fes.de/fulltext/bibliothek/tit00148/00148017.htm#E321E47 （页面存档备份，存于）. Aufgerufen am 9. Sep. 2021.
5. ↑  Harmsen, Robert; Högenauer, Anna-Lena, , , Oxford University Press, 2020-02-28  [2020-03-05], ISBN 978-0-19-022863-7, doi:10.1093/acrefore/9780190228637.013.1041, （原始内容存档于2022-05-06） （英语）
6. ↑  Friedrich Seidel: Das Armutsproblem im deutschen Vormärz bei Friedrich List （页面存档备份，存于）. In: Kölner Vorträge zur Sozial- und Wirtschaftsgeschichte. Heft 13, Köln 1971, S. 4.
7. ↑  Helmut Berding: Die Reform des Zollwesens in Deutschland unter dem Einfluss der napoleonischen Herrschaft. In: Geschichte und Gesellschaft. Heft 4, 1980 S. 523–537.
8. ↑  Hans-Ulrich Wehler: Deutsche Gesellschaftsgeschichte. Band 1: Vom Feudalismus des Alten Reiches bis zur defensiven Modernisierung der Reformära 1700–1815. C. H. Beck, München 1989, ISBN 3-406-32490-8, S. 380.
9. ↑  Wolfram Fischer: Der deutsche Zollverein. Fallstudie einer Zollunion. In: Wolfram Fischer: Wirtschaft und Gesellschaft im Zeitalter der Industrialisierung. Göttingen, 1972, ISBN 3-525-35951-9, S. 111 f.; Hans-Ulrich Wehler: Deutsche Gesellschaftsgeschichte. Band 2, S. 126.

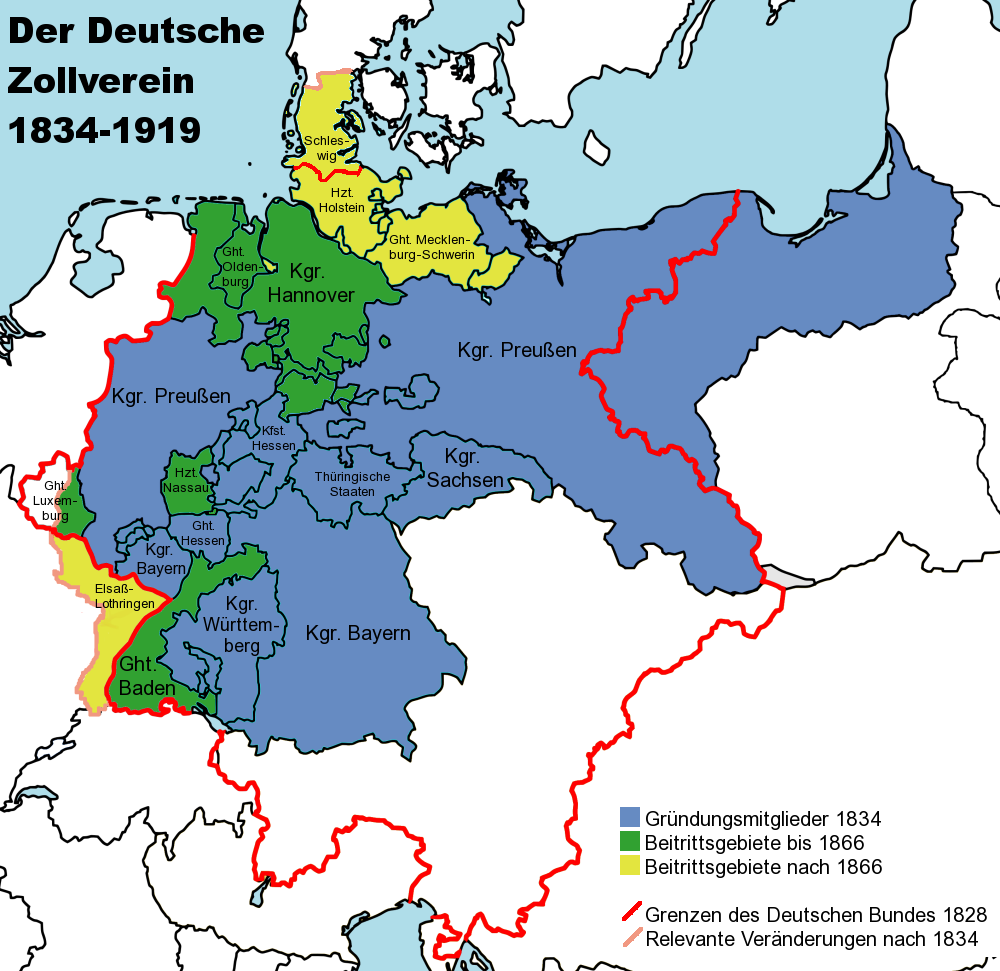
德意志關稅同盟（1834-1919年）
藍色：初始成員國
綠色：1866年以前加入
黃色：1866年以後加入
紅線：德意志邦聯疆域（1828年）
粉線：1834年後之疆域

10. ↑  Rudolf Renz: Deutscher Zollverein. In: Gerhard Taddey (Hrsg.): Lexikon der deutschen Geschichte. Personen, Ereignisse, Institutionen. Von der Zeitwende bis zum Ausgang des 2. Weltkrieges. 2., überarbeitete Auflage. Kröner, Stuttgart 1983, ISBN 3-520-81302-5, S. 257.
11. ↑  Siehe Bundesakte （页面存档备份，存于） bei documentarchiv.de. Vgl. auch Hans-Werner Hahn: Geschichte des deutschen Zollvereins. Göttingen, 1984, S. 15.
12. ↑  Friedrich List, zit. nach Hans-Ulrich Wehler: Deutsche Gesellschaftsgeschichte. Band 2, S. 133.
13. ↑  Bittschrift des Allgemeinen Deutschen Handels- und Gewerbevereins an die Bundesversammlung vom 20. April 1819 gemäß Friedrich List: Schriften, Reden Briefe. Band 1, Berlin 1929. zit. nach Manfred Görtemaker: Deutschland im 19. Jahrhundert. 4. Auflage. Leske+Budrich, Opladen 1994, S. 166, ISBN 3-8100-1336-6.
14. ↑  Wolfram Fischer: Der deutsche Zollverein. Fallstudie einer Zollunion. In: Wolfram Fischer: Wirtschaft und Gesellschaft im Zeitalter der Industrialisierung. Göttingen, 1972, ISBN 3-525-35951-9, S. 113; Thomas Nipperdey: Deutsche Geschichte 1800–1866. Bürgerwelt und starker Staat. München, 1998, ISBN 3-406-44038-X. S. 358.
15. ↑  Helmut Berding: Die Reform des Zollwesens in Deutschland unter dem Einfluss der napoleonischen Herrschaft. In: Geschichte und Gesellschaft. Heft 4, 1980, S. 535 f.
16. ↑  Wolfram Fischer: Der deutsche Zollverein. Fallstudie einer Zollunion. In: Wolfram Fischer: Wirtschaft und Gesellschaft im Zeitalter der Industrialisierung. Göttingen, 1972, ISBN 3-525-35951-9, S. 119. Zur Zollpolitik Preußens bis zur Gründung des Zollvereins vergleiche: T. Ohnishi: Zolltarifpolitik Preußens bis zur Gründung des Zollvereins. Ein Beitrag zur Finanz- und Außenpolitik Preußens. Göttingen, 1973; Richard H. Tilly: Vom Zollverein zum Industriestaat. Die wirtschaftlich-soziale Entwicklung Deutschlands 1834 bis 1914. DTV, München 1990, (Deutsche Geschichte der neuesten Zeit) ISBN 3-423-04506-X. S. 39, zeitgenössisch: A. Villaume: Handbuch der Preußischen Steuer- und Zoll-Gesetzgebung mit besonderer Berücksichtigung auf den Gebrauch bei den Gerichten. （页面存档备份，存于） (Mit Supplementband). Reimer, Berlin 1844.
17. ↑  Richard H. Tilly: Vom Zollverein zum Industriestaat. Die wirtschaftlich-soziale Entwicklung Deutschlands 1834 bis 1914. DTV, München 1990, (Deutsche Geschichte der neuesten Zeit) ISBN 3-423-04506-X. S. 40.
18. ↑  Jürgen Angelow: Der Deutsche Bund. Wiss. Buchgesellschaft, Darmstadt 2003, ISBN 3-534-15152-6, S. 63.
19. ↑  Ferdinand Wallschmitt: Der Eintritt Badens in den deutschen Zollverein. Dissertation, Hanau 1904, S. 29.
20. ↑  Wolfram Fischer: Der deutsche Zollverein. Fallstudie einer Zollunion. In: Wolfram Fischer: Wirtschaft und Gesellschaft im Zeitalter der Industrialisierung. Göttingen, 1972, ISBN 3-525-35951-9, S. 120.
21. ↑  Putnam, Ruth. . American Political Science Review. 1920, 14 (4): 607–634. ISSN 0003-0554. JSTOR 1943854. S2CID 147639497. doi:10.2307/1943854. hdl:2027/hvd.32044082331042  （英语）.
22. ↑  Columbia Archive.today的存檔，存档日期2013-02-03.
23. ↑  im Wesentlichen nach Jürgen Angelow: Der Deutsche Bund. Wiss. Buchgesellschaft, Darmstadt 2003, ISBN 3-534-15152-6, S. 61